# Justicia brasiliana
Justicia brasiliana là một loài thực vật có hoa trong họ Ô rô. Loài này được Roth mô tả khoa học đầu tiên năm 1821.

## Hình ảnh

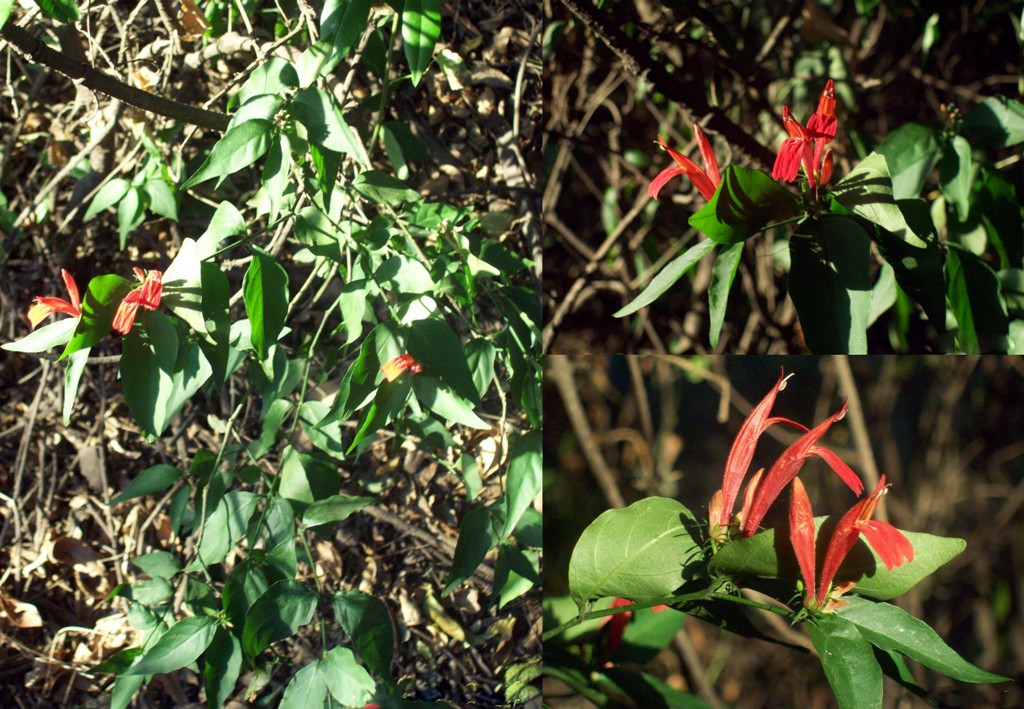